# Héricourt (Haute-Saône)
Héricourt is een gemeente in het Franse departement Haute-Saône in de regio Bourgogne-Franche-Comté. De gemeente telde 10.525 inwoners op 1 januari 2022. De plaats maakt deel uit van het arrondissement Lure.
In het noorden van de stad ligt het Kasteel van Héricourt, een middeleeuwse burcht, die deels werd ontmanteld in de 18e eeuw.

## Geschiedenis

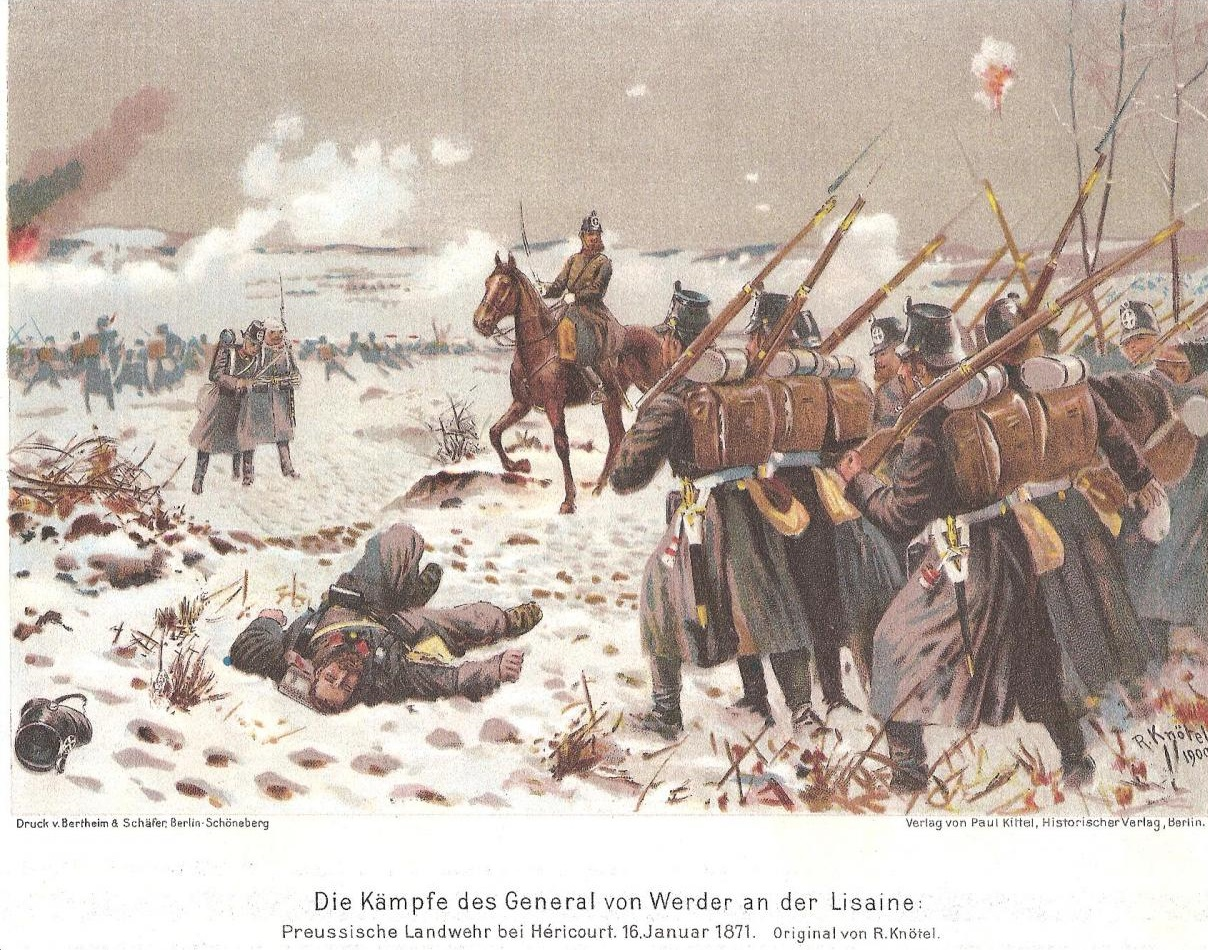
Slag bij de Lizaine, 1871

Héricourt was van oudsher verbonden met Montbéliard, al was het formeel geen deel van het graafschap Montbéliard. Héricourt behoorde toe aan het huis Montfaucon tot 1397 en aan het huis Württemberg tot 1793. 
In 1326 kreeg Héricourt stadsrechten en in 1525 markrechten. In 1425 werd de stad ingenomen door de troepen van de bisschop van Basel en in 1444 door de toekomstige Franse koning Lodewijk XI. 
Op 13 november 1474 vond hier de Slag bij Héricourt in het kader van de  Bourgondische oorlogen plaats. In 1676 werd de stad bezet door de Fransen, die de stadswallen slechtten. Met het Verdrag van Nijmegen (1678) werd Héricourt in 1680 aangehecht bij Franche-Comté en bij Frankrijk. 
In 1790 werd Héricourt de hoofdplaats van een kanton.
Tussen 15 en 17 januari 1871 vonden bij Héricourt hevige gevechten plaats tijdens de Frans-Duitse Oorlog toen Franse troepen probeerden Belfort te ontzetten. Na de oorlog bouwde het Franse leger op een strategische heuvel boven de weg naar Belfort het fort du Mont Vaudois. In juni 1940 werd de stad getroffen door een luchtbombardement waarbij de textielfabriek werd vernield.
Op 1 januari 2019 werd Héricourt uitgebreid met de per die datum opgeheven gemeente Tavey. 

## Geografie
De oppervlakte van Héricourt bedroeg op 1 januari 2022 21,04 vierkante kilometer; de bevolkingsdichtheid was toen 500,2 inwoners per km². Door de gemeente stroomt de Lizaine. De heuvel Mont-Vaudois is 436 meter hoog.
De onderstaande kaart toont de ligging van Héricourt met de belangrijkste infrastructuur en aangrenzende gemeenten.

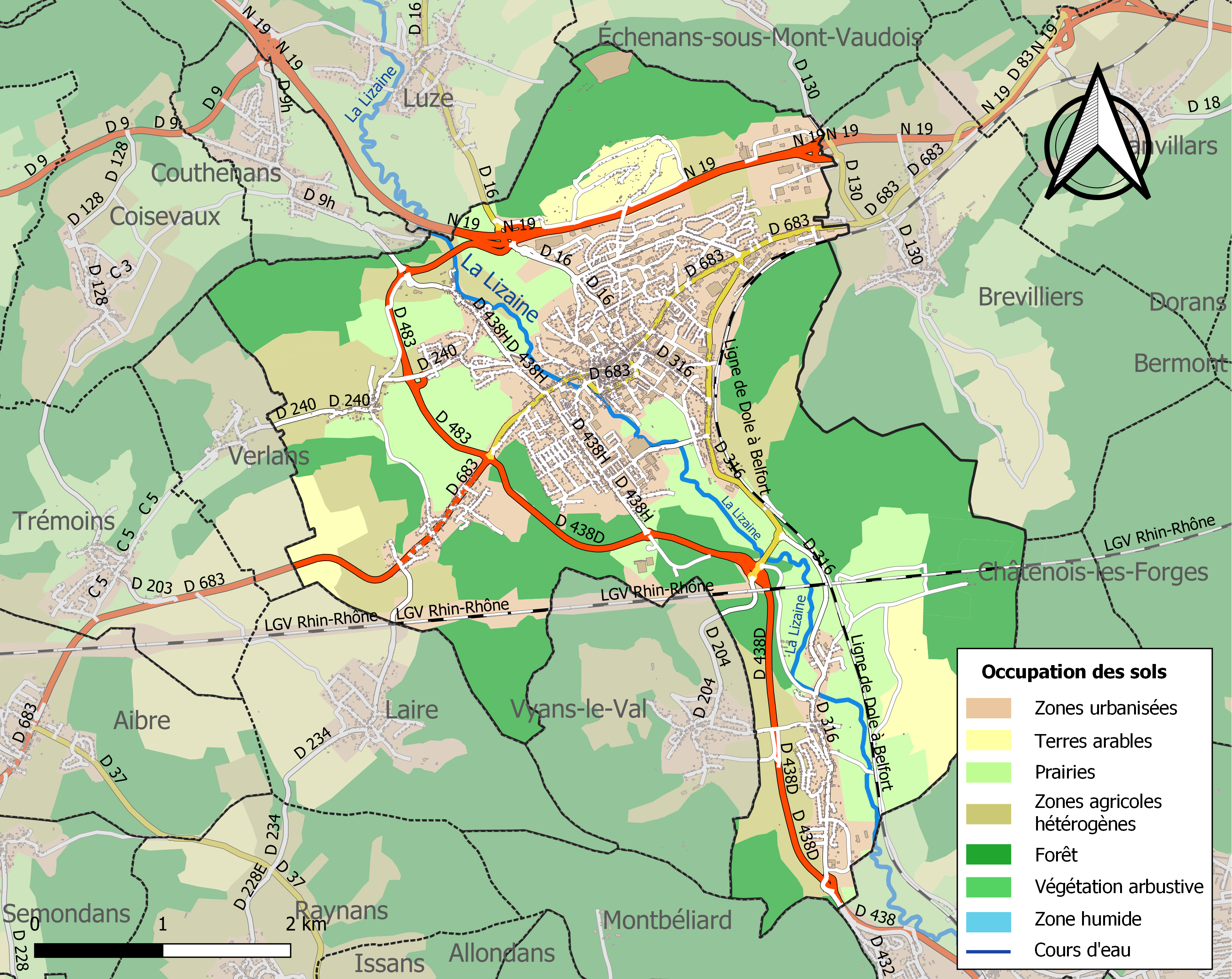

## Verkeer en vervoer
In de gemeente ligt spoorwegstation Héricourt.

## Demografie
Onderstaande figuur toont het verloop van het inwonertal (bron: INSEE-tellingen).

## Geboren
- Adolphe Kégresse (1879-1943), ingenieur
- Henri Pavillard (1905-1978), voetballer
- Christian Décamps (1946), zanger, performer en (tekst)schrijver
- Jean-Luc Lagarce (1957-1995), komiek